# أوكولوس

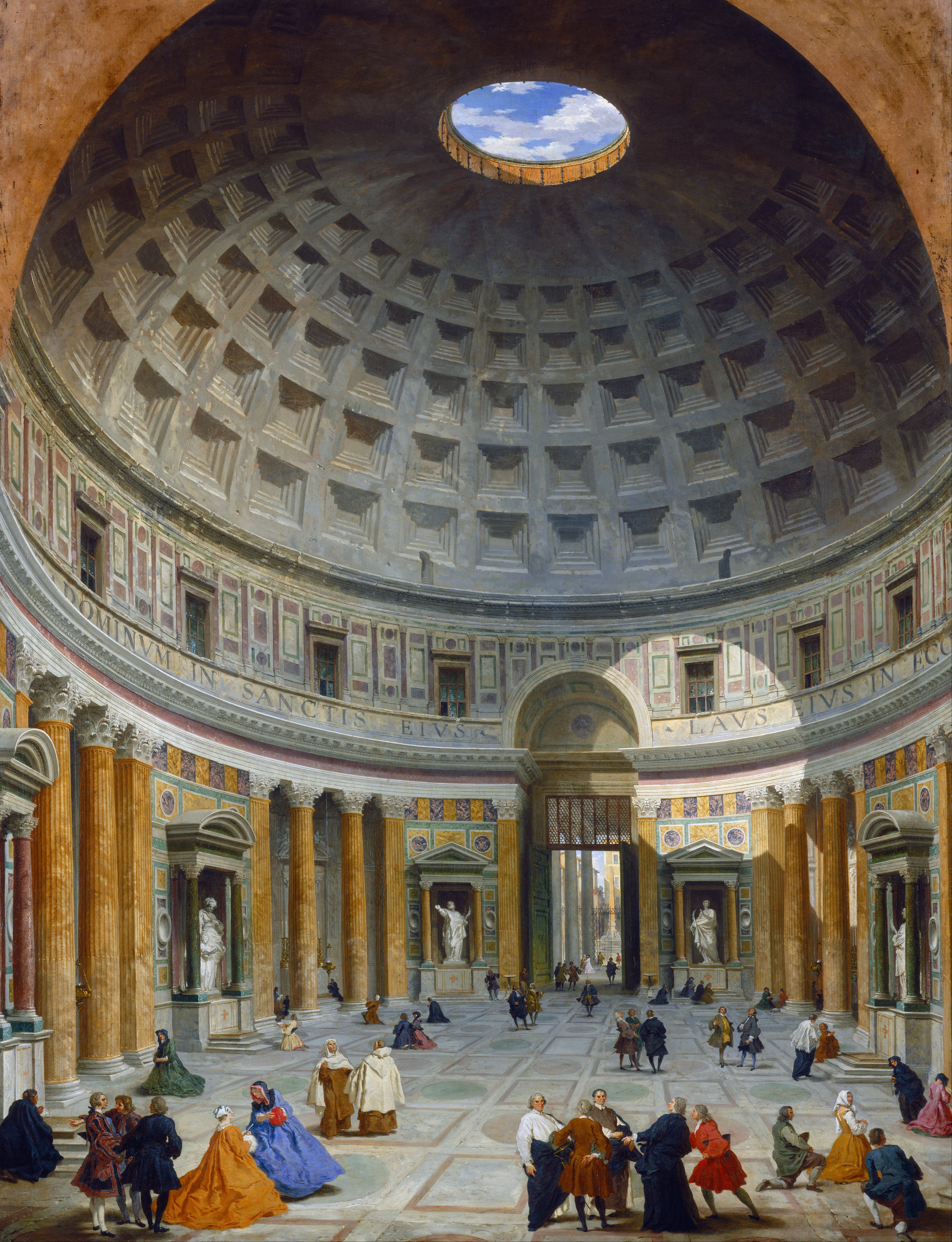
روشن في قمة قبة البانثيون في روما.

الروشن  أو أوكولوس (باللاتينية: Oculus، أي العين) هي فتحة دائرية تقع في وسط القباب أو الجدران، نشأت في العصور القديمة، وهي سِمة من سِمات العمارة البيزنطيّة وكذلك العمارة الكلاسيكيّة الجديدة، حيث تُعتبر قبة البانثيون في روما من أهم الأمثلة التي تم تنفيذ الروشن فيها. كما استُخدمت بشكل واسع في سوريا وتركيا بالقرنين الخامس والسادس، ومجددًا في القرن العاشر.
تُعرف أيضًا بالفرنسية: (بالفرنسية: œil de boeuf)‏، أي عين الثور.

## صور

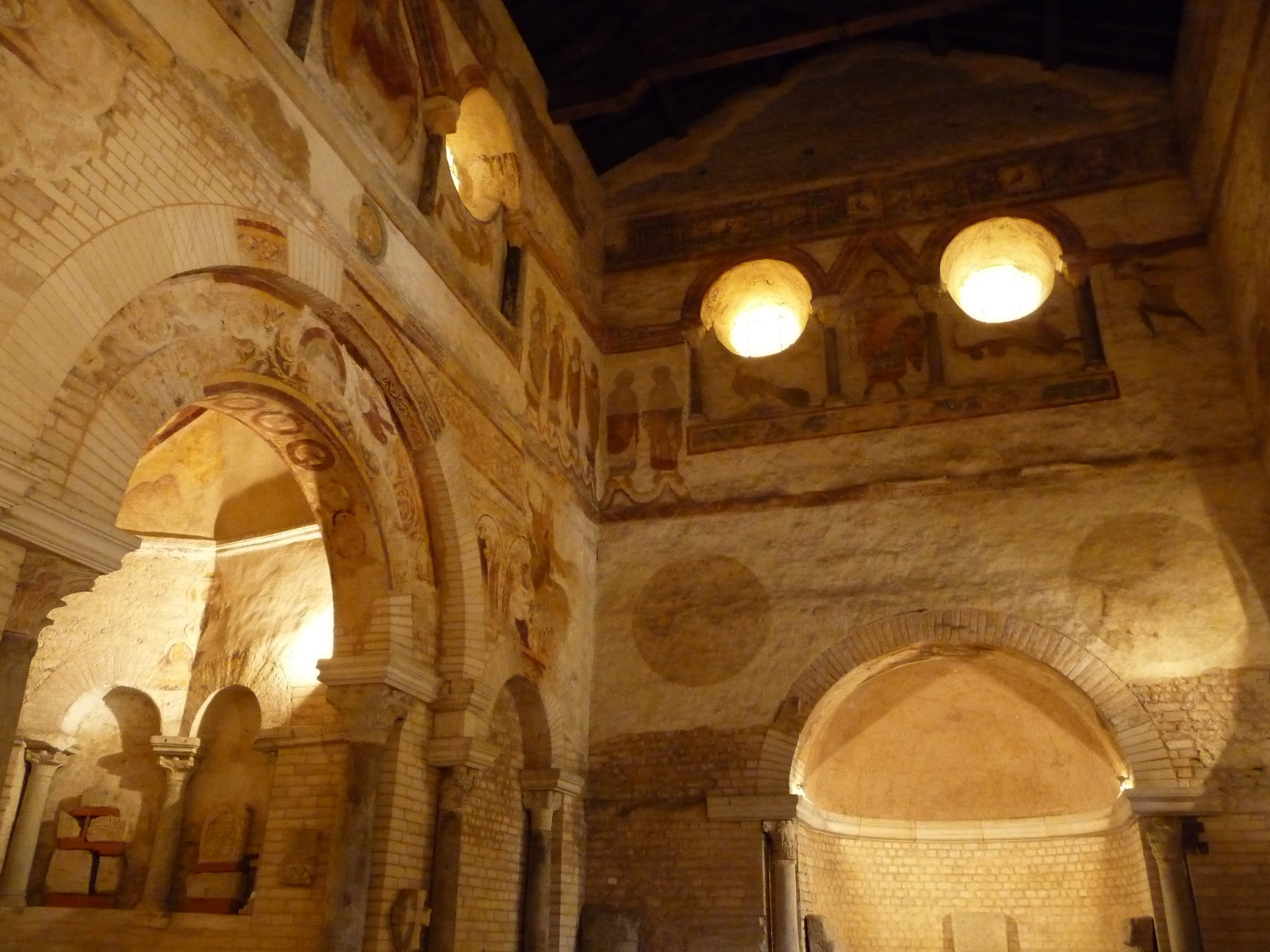
روشن ضمن جدار في فرنسا.
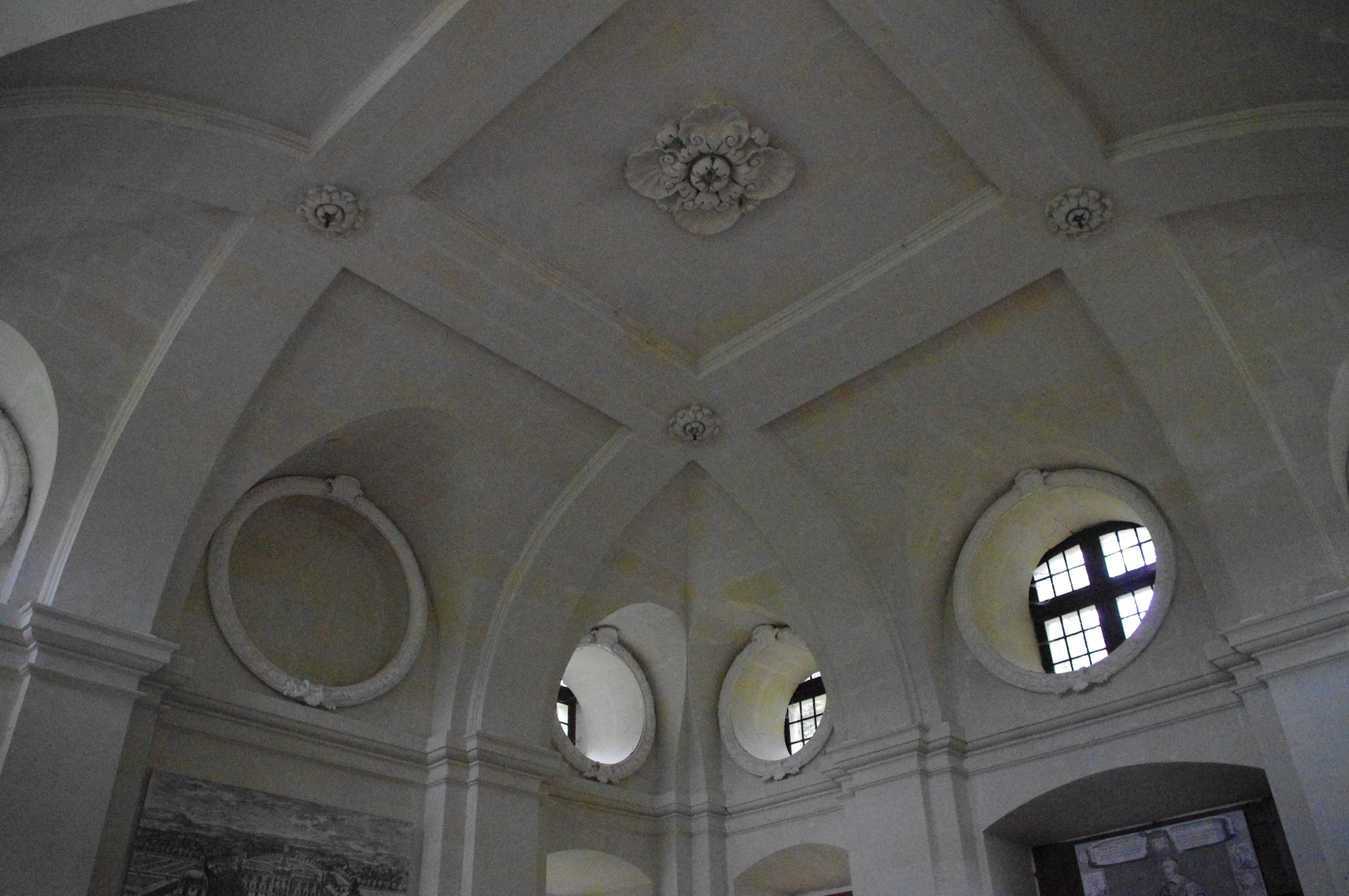
روشن ضمن جدار في فرنسا.
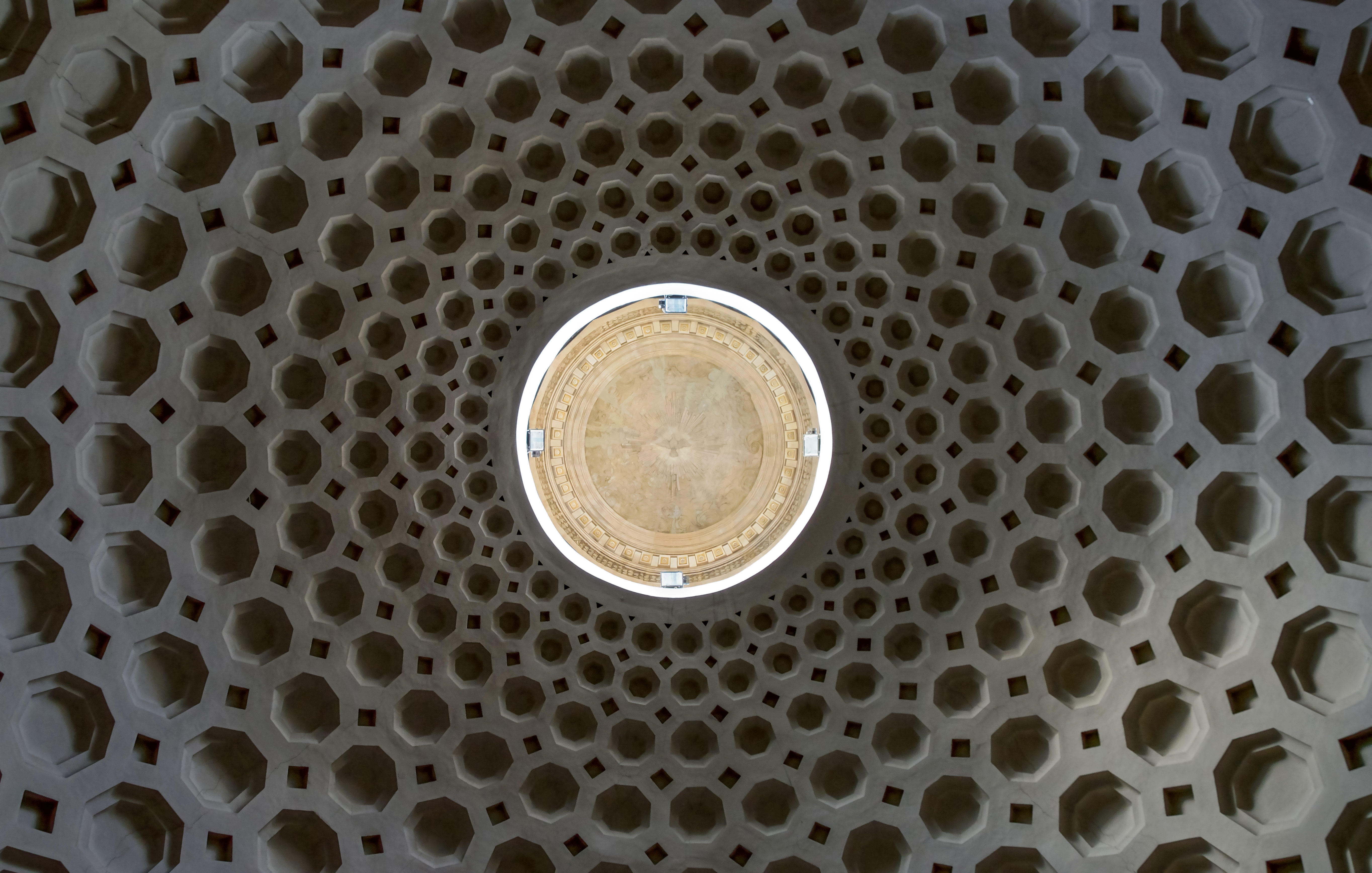
روشن ضمن سقف في إيطاليا.
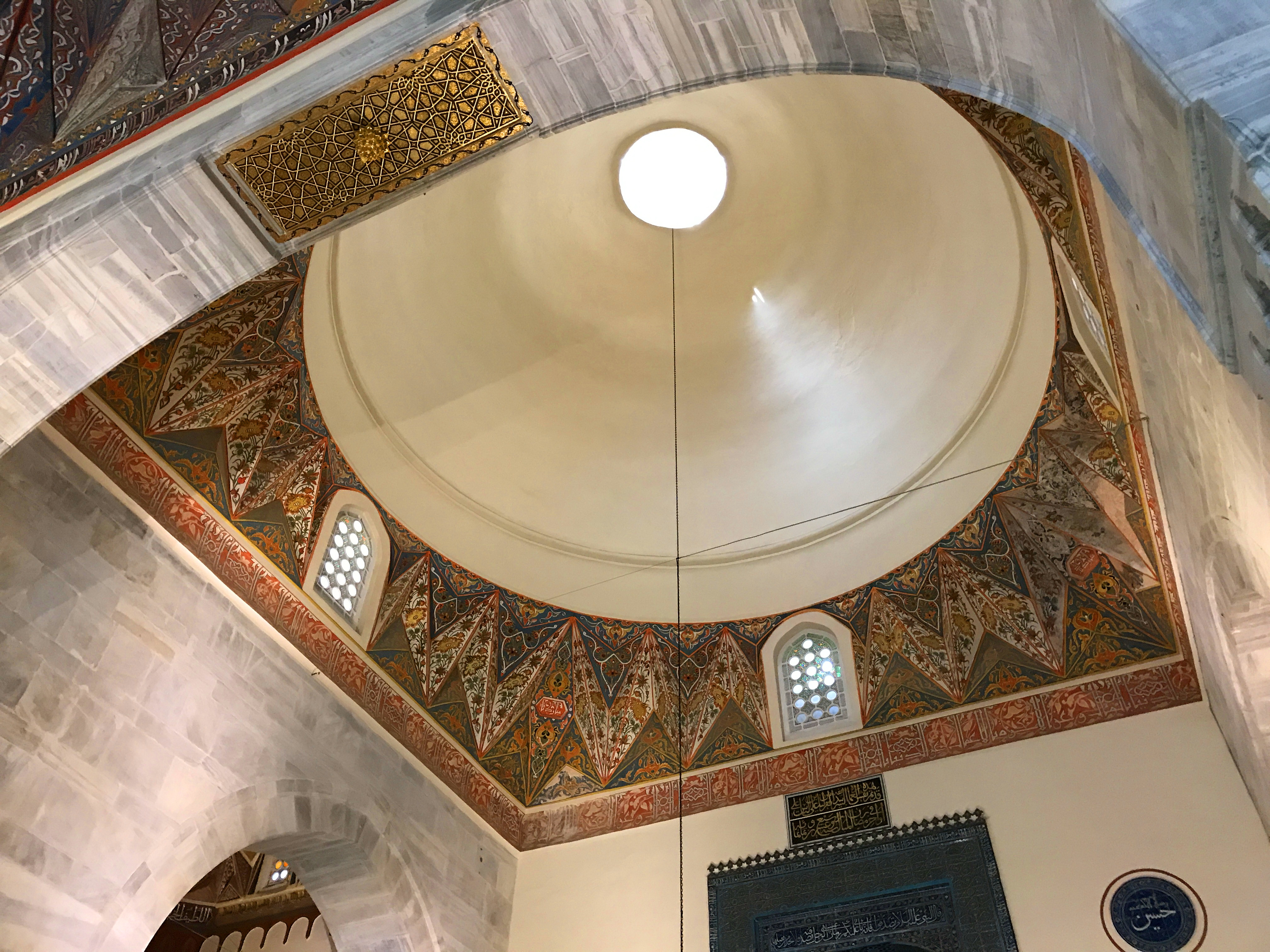
روشن ضمن القُبّة المركزية للجامع الأخضر بمدينة بورصة التركية والذي بناه السلطان العثماني محمد الأول عام 1421م.